# Pelagodroma marina

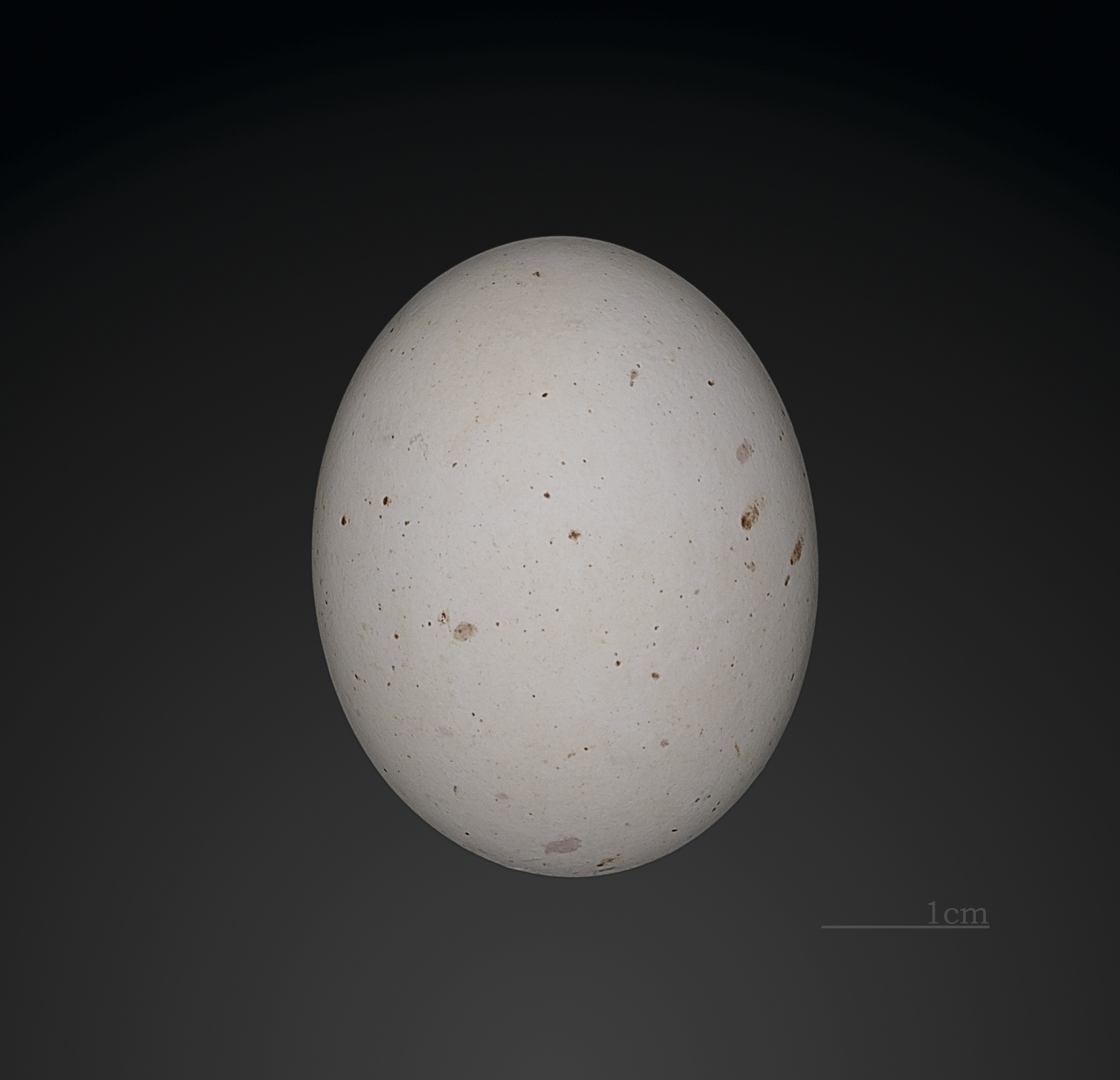
Trứng của Pelagodro mamarina

Pelagodroma marina là một loài chim trong họ Hydrobatidae.
Loài chim này sinh sản trên hòn đảo xa xôi ở Nam Đại Tây Dương, chẳng hạn như Tristan da Cunha và cũng Australia và New Zealand. Có các quần thể chim này ở phía bắc Đại Tây Dương trên quần đảo Cabo Verde, quần đảo Canary và đảo Savage. Nó làm tổ trong các đàn gần biển ở các khe đá và mỗi chim mái đẻ một quả trứng duy nhất màu trắng. Nó dành phần còn lại của năm trên biển.
Loài chim biển này dài 19–21 cm chiều dài với sải cánh dài 41–44 cm. Nó có lưng, đít và phao câu màu nâu nhạt đến màu xám, những chiếc lông bay màu đen. Bên dưới màu trắng.